# Оболонський районний суд міста Києва

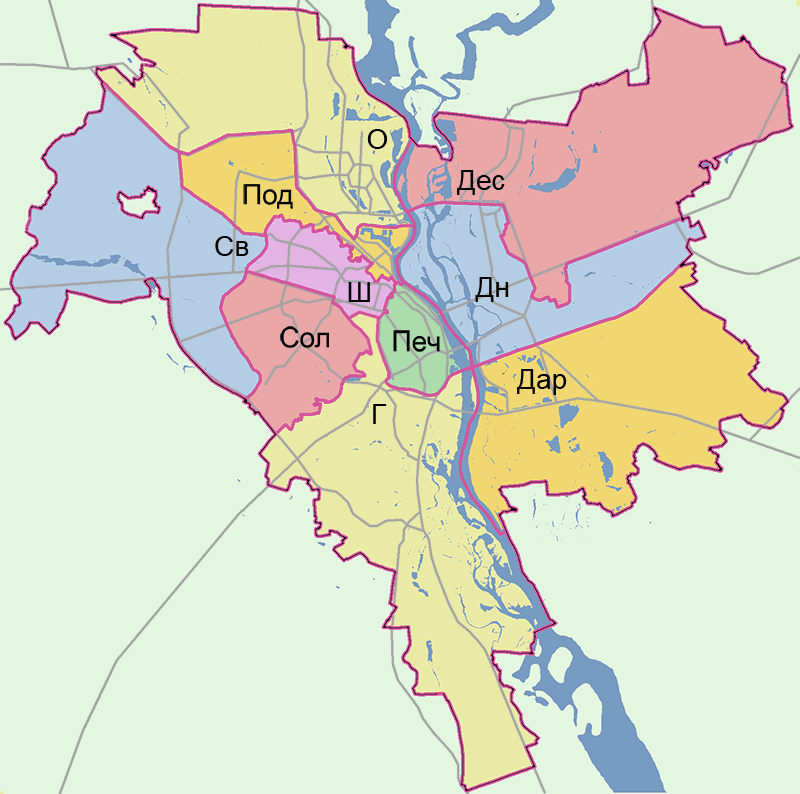
О — Оболонський район

Оболонський районний суд міста Києва — загальний суд першої інстанції, юрисдикція якого поширюється на Оболонський район столиці України — міста Києва.
Згідно з судовою реформою, передбачається ліквідація районних судів та створення замість них окружних. 29 грудня 2017 року видано Указ Президента України, яким Оболонський районний суд ліквідовано, а на його місці створений Шостий окружний суд міста Києва. Проте, на даний час Указ не реалізований.

## Структура
Колектив суду складається з двох частин: суддівського корпусу, тобто професійних суддів, які безпосередньо здійснюють правосуддя, та апарату суду, який здійснює організаційне забезпечення роботи суду.
До кримінальної колегії входять п'ятеро суддів, до цивільно-адміністративної колегії — десятеро.
До апарату (штатна чисельність — 96 працівників) входять керівник апарату та його заступники, начальники відділів, головні спеціалісти, провідні спеціалісти, старші секретарі суду, секретарі суду, секретарі судового засідання, судові розпорядники, а також посади, які віднесено до категорії посад патронатної служби, а саме: помічник голови суду, помічники та помічники суддів, а також діловоди, експедитор, водій, завідувач господарством, робітник, прибиральниці.
Апарат складається з 6 відділів:
- Відділ кадрової роботи та управління персоналом;
- Відділ документального обігу, контролю та забезпечення розгляду звернень громадян (канцелярія);
- Відділ судової статистики, узагальнення судової практики та систематизації законодавства;
- Відділ організаційного забезпечення розгляду цивільних і адміністративних справ;
- Відділ організаційного забезпечення розгляду кримінальних справ;
- Відділ організаційного забезпечення розгляду справ про адміністративні правопорушення.

Кожен суддя має помічника, якого самостійно добирає.

## Керівництво
Голова суду — Жежера Олена Володимирівна
 Заступник голови суду — Жук Микола Вікторович
 Керівник апарату — Шаровар Марина Володимирівна.

## Резонанс
- 24 січня 2019 — заочний вирок Віктору Януковичу. За обвинуваченням у вчиненні державної зради і пособництві у веденні агресивної війни екс-президента засуджено до 13 років позбавлення волі[6].